# Lagărul de concentrare Acmecetca

Harta provinciei Transnistria 1941-1944, în centrul părții de est vezi districtul Golta, unde se aflau o parte din lagărele de concentrare sub control românesc de pe Bug:Bogdanovca, Acmecetca,Domanevca, cunoscute ca „Regatul Morții”

Lagărul de concentrare Acmecetca, (rusă, ucraineană:Акмечетка) a fost un ghetou (lagăr de concentrare),  aflat în Transnistria în anii Holocaustului, improvizat într-o crescătorie de porci abandonată, la 2 km de satul ucrainean Akmecetka 
, (astăzi denumit Pribujia), pe malul de vest al Bugului), în raionul Domanivka din regiunea Mikolaiv și, care era destinat exterminării a mii de evrei, mai ales din Basarabia și Odessa, aduși în timpul Holocaustului în provincia Transnistria înființată de regimul fascist român al lui Ion Antonescu în teritoriile ucrainiene cucerite, dintre Nistru și Bug. În 1943 locuiau în satul vecin Akmecetka, în condiții de sărăcie, circa 60 de familii ucrainiene.
Locul s-a aflat la jumătatea drumului dintre lagărele de la Bogdanovka (Bohdanivka) și Domanevca (Domanivka), la 18 km distanță de acestea și șa 60 km sud-est de orașul Golta (Pervomaisk]) .
Lagărul a fost înconjurat cu trei rânduri de sârmă ghimpată și cu tranșee și a fost pus sub paza unor polițiști ucrainieni.

## Evrei
Cei internați în lagăr aveau foarte puțină hrană și apă potabilă. În iulie 1942, evrei deportați în lagărul de la Domanovka au primit permisiunea ca să trimită celor câteva sute de supraviețuitori de la Akmecetka ceva alimente, adunate cu greu. Unul din aceste ajutoare săptămânale trimise au constat, de pildă, din 96 pâini, 10 sticle de ulei și 5 kilograme de sare.
Aici au fost aduși în anii 1942-1943 mai multe mii de evrei considerați inapți de muncă: bătrâni, invalizi, copii orfani și separați de părinți, bolnavi (de pildă, cine a fost scutit medical de muncă obligatorie mai mult de 8 zile ), precum și un număr de evrei evadați din alte lagăre și ghetouri sau pedepsiți pentru nerespectarea ordinelor.
Aducerea în aprilie-mai 1942 la Akmecetka a primilor 4,000 de evrei a fost hotărâtă de prefectul din Golta, locotenent-colonelul Modest Isopescu, la începutul lui martie 1942.
Ei au fost înghesuiți într-o baracă  fără ferestre și fără uși și în patru uriașe grajduri de porci, cu acoperișuri de paie, expuse vântului, iar iarna - gerului și zăpezii. Fiecare grajd era împărțit în compartimente cu ajutorul unor scânduri. În câteva săptămâni majoritatea au murit de foame și boli. 
Până în mai 1942 mai erau în viață câteva sute.

În septembrie 1943 se găseau la Akmecetca 25 de deportați evrei, iar în octombrie 1943 - 40 bătrâni, bolnavi și infirmi, care fuseseră trimiși acolo din celelalte localități din districtul Golta. Comitetul evreilor din Golta a apelat la guvernatorul Alexianu cerând să nu aplice planul prefectului Isopescu și al adjunctului său, Aristide Pădure, de a-i aduna pe toți cei 2,980 de evrei rămași în viață în districtul Golta în lagărul de la Acmecetca. Înainte de închiderea lagărului, autoritățile locale, în frunte cu Isopescu și subprefectul Pădure, consilierul german Fletscher și, amanta lui Alexianu, Irina Burnaia, au participat la un banchet, după care au mers până la gardul lagărului pentru a vedea cum deținuții, muribunzi, goi, în patru labe, încearcă sa se hrănească cu iarbă.
După datele lui Ilya Ehrenburg, care alături de Vasili Grossman, a cules la sfârșitul războiului informații asupra soartei populației evreiești din teritoriile sovietice ocupate, la Acmecetca au fost asasinați în total circa 14,000 evrei. - după Jean Ancel în Enciclopedia Holocaustului ,  au fost numai 8,000 morți.

## Romi
In mai-iunie 1942, mii de romi din România au fost deportați în districtul Golta, inclusiv la Acmecetca.
În ordinul secret semnat de Alexianu, guvernatorul Transnistriei, scria ca aceștia vor putea obține cazare, muncă și hrană. În 10 iulie 1942 medicul militar Dumitru Tomescu raporta că romii deportați nu primesc mâncare, igiena lor e inadecvată și, că aceasta, împreună cu foametea, îi face un imediat „pericol epidemiologic” (asemănător cu evreii, deportați în condiții similare)